# Kamienica Penitencjarzy Mariackich w Krakowie
Kamienica Penitencjarzy Mariackich – zabytkowa kamienica znajdująca się w Krakowie, w dzielnicy I przy placu Mariackim 2, na Starym Mieście.

## Historia

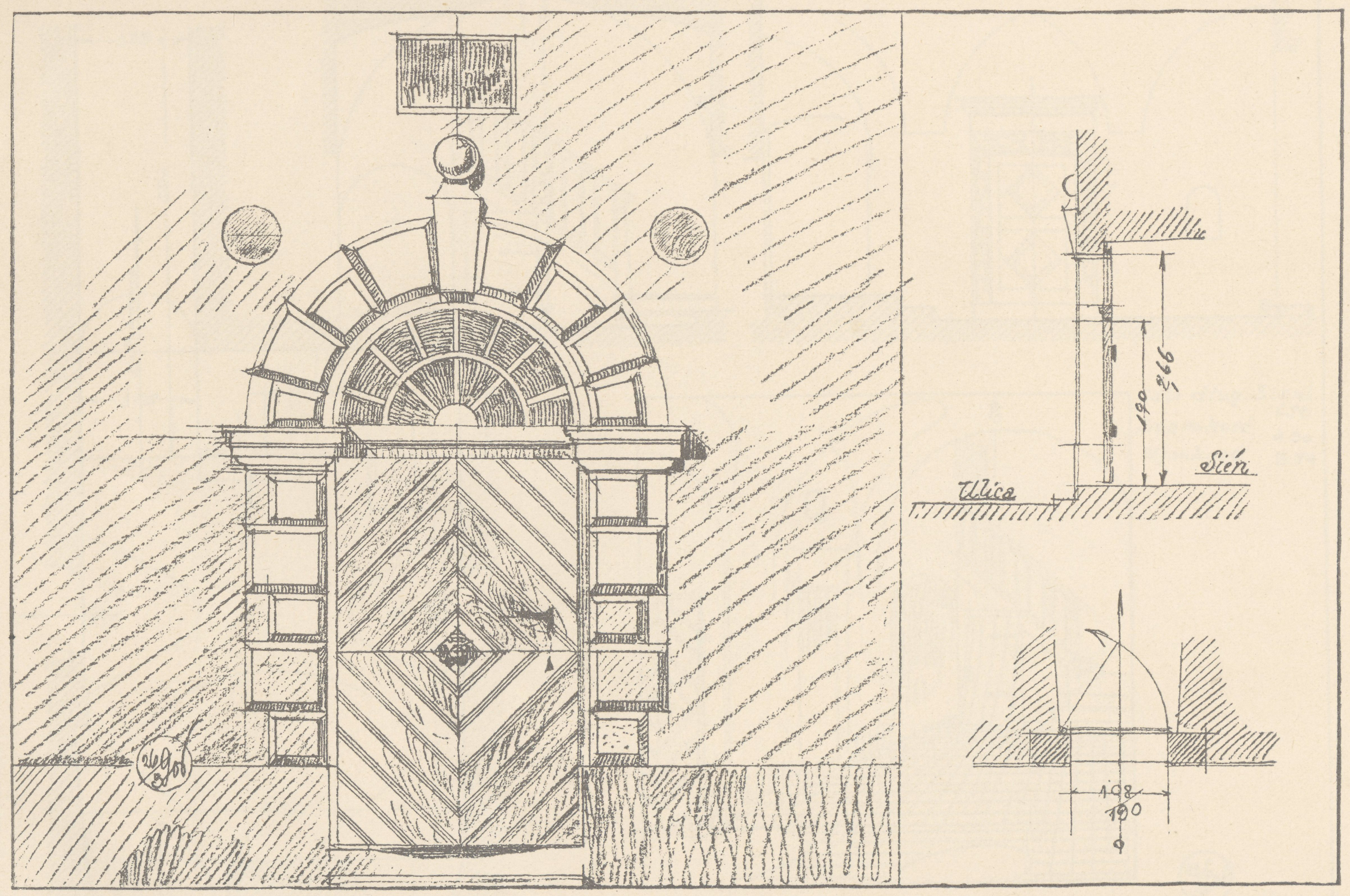
Portal kamienicy na rysunku z 1908 r.

Kamienica została wzniesiona w XIV wieku. Początkowo była własnością świecką. W 1637 Bazyli i Zuzanna Ryniewiczowie sprzedali budynek parafii mariackiej, która zakwaterowała w nim księży penitencjarzy. W II połowie XVIII wieku przebudowano go w stylu barokowym. W połowie XIX wieku kamienica została przebudowana w stylu klasycystycznym i nadbudowana o trzecie piętro.
W 2009, podczas prac konserwatorskich odkryto gotyckie i barokowe stropy z polichromiami oraz kołtryny.